# Список лауреатов Государственной премии Азербайджана
Список лауреатов Государственной премии Азербайджанской Республики

## 2010
26 мая 2010 года
В области науки
За серию научных публикаций «Грязе-вулканизм и нефтегазоносность Южного Каспия»:
- Алиев Адиль Абас Али оглы — первый лауреат Государственной премии (№ 001)[2]
- Алиева Эльмира Гаджи Мурат кызы
- Дадашев, Фарид Гасан оглы
- Фейзуллаев Акпер Акпер оглы
- Гулиев, Ибрагим Саидович

В области культуры
- Гасымов, Алим Хамза оглы — за исполнительскую деятельность

В области литературы
За книгу «Гейдар Алиев и азербайджанская литература»:
- Набиев, Бекир Ахмед оглы
- Гасымлы, Магеррам Паша оглы
- Каримов Теймур Гашим оглы
- Гулиев, Вилаят Мухтар оглы
- Джаббарлы Никпур Миргусейн оглы
- Шемсизаде Низамеддин Шемседдин оглы

## 2012
25 мая 2012 года
В области науки
За серию работ о истории Карабаха, Нахичевани и Иреванского ханства:
- Махмудов, Ягуб Микаил оглы
- Шукюров Керим Керем оглы
- Мустафазаде, Тофик Теюб оглы
- Мамедов Сулейман Аббас оглы
- Неджефли Гюнтекин Джамиль кызы
- Мустафаев Назим Юсиф оглы
- Мамедова, Говхар Наги кызы
- Гасанов Гаджи Нуру оглы
- Мамедов Исрафил Сулейман оглы
- Умудлу Видади Умуд оглы
- Гаджиева Саида Музаффар кызы
- Мамедова Ирада Малик кызы
- Гёзялова Нигар Ровшан кызы

## 2014
26 мая 2014 года
В области науки
- Нагиев, Тофик Муртуза оглы — за монографию «Окислительные реакции с координацией и синхронизацией с помощью пероксида водорода» (на английском языке, Амстердам)

В области культуры
- Садыхзаде, Октай Сеид-Гусейн оглы — за вклад в развитие азербайджанского изобразительного искусства
- Кулиев, Рамиз Эйюб оглы — за концертно-исполнительскую деятельность

В области литературы
- Ахундова, Эльмира Гусейн кызы — за шеститомный документально-биографический труд «Гейдар Алиев. Личность и время»

## 2016
26 мая 2016 года
В области науки
За трехтомник «География Азербайджанской Республики»:
- Мамедов Рамиз Махмуд оглы
- Алиев Эльбрус Керим оглы
- Гасанов Магеррам Самед оглы
- Эминов Закир Намин оглы

В области литературы
- Годжа, Фикрет (Фикрет Геюш оглы Годжаев) — за десяти томное собрание сочинений

## 2018
В 2018 году Государственная премия не присуждалась.

## 2020
22 мая 2020 года
В области науки
За сборник научных статей на тему «Новые квантовые состояния материи — анферромагнитные топологические изоляторы: проектирование, основные электронные свойства и перспективы применения»:
- Мамедов Назим Тимур оглы
- Амирасланов Имамеддин Реджабали оглы
- Абдуллаев Надир Аллахверди оглы
- Алиев Зия Сахаведдин оглы

## 2022
В 2022 году Государственная премия не присуждалась.

## 2024
27 мая 2024 года
В области техники
За комплексную научно-техническую работу «Создание и организация производства специализированных смазочных масел»:
- Фарзалиев, Вагиф Меджид оглы
- Джавадова Хагигат Алиашраф кызы
- Сучаев Афсун Реззаг оглы

В области культуры
- Алекперзаде Мехрибан Заур кызы — за деятельность в области театрального режиссуры